# Aníbal Muñoz Duque
Pour les articles homonymes, voir Duque.
Aníbal Muñoz Duque, né le 3 octobre 1908 à Santa Rosa de Osos en Colombie et mort le 15 janvier 1987 à Bogota, est un cardinal colombien, archevêque de Bogota de 1972 à 1984.

## Biographie

### Prêtre
Aníbal Muñoz Duque est ordonné prêtre le 19 novembre 1933 pour le diocèse de Santa Rosa de Osos.

### Évêque
Nommé évêque de Socorro et San Gil le 8 avril 1951, il est consacré le 27 mai suivant par le cardinal Antonio Samorè.
Il devient ensuite évêque de Bucaramanga le 18 décembre 1952, puis archevêque de Nueva Pamplona le 3 août 1959.
Le 30 mars 1968, il est nommé archevêque coadjuteur de Bogota, avec le titre d'archevêque in partibus de Cariana (de). Il devient archevêque titulaire de Bogota le 29 juillet 1972 jusqu'à ce qu'il se retire le 27 juin 1984.
Par ailleurs, il est évêque aux armées colombiennes du 30 juillet 1972 au 7 juin 1985.

### Cardinal
Il est créé cardinal par le pape Paul VI lors du consistoire du 5 mars 1973, avec le titre de cardinal-prêtre de Saint-Barthélemy-en-l'Île.

## Succession apostolique
Aníbal Muñoz Duque a ordonné les évêques suivants :
- Archevêque Rafael Sarmiento Peralta (1963)
- Évêque Joaquín García Ordóñez (es) (1969)
- Évêque Rubén Buitrago Trujillo (de), O.A.R. (1971)
- Cardinal Alfonso López Trujillo (1971)
- Évêque Heriberto Correa Yepes (de), M.X.Y. (1973)
- Cardinal Mario Revollo Bravo (1973)
- Évêque José Mario Escobar Serna (de) (1974)
- Archevêque Alberto Giraldo Jaramillo (es), P.S.S. (1974)
- Archevêque Víctor Manuel López Forero (de) (1977)
- Évêque Ramón Darío Molina Jaramillo (de), O.F.M. (1977)
- Évêque Luis Gabriel Romero Franco (de) (1977)
- Évêque Jorge Ardila Serrano (de) (1980)